# Steganotaenia araliacea
Steganotaenia araliacea es una especie fanerógama perteneciente a la familia Apiaceae. Se distribuye por Angola, Benín, Botsuana, Camerún, República Democrática del Congo, Etiopía, Kenia, Mozambique, Namibia, Somalia, Sudáfrica, Sudán, Tanzania, Togo, Uganda, Zambia, Zimbabue.

## Propiedades
La planta contiene una serie de sustancias con actividad antimitótica y antitubulina en diversas líneas de células neoplásicas:
- Steganacina
- Stegangina
- Steganolido A
- Steganol
- Steganona
- Epistegangina (Steganone ketone)
- Steganoato B

## Taxonomía
Steganotaenia araliacea fue descrita por Christian Ferdinand Friedrich Hochstetter y publicado en Flora 27(Beibl.): 4. 1844.
Sinonimia
- Peucedanum araliaceum (Hochst.) Benth. & Hook.f. ex Vatke
- Peucedanum araliaceum var. fraxinifolium (Hiern ex Oliv.) Engl.
- Peucedanum fraxinifolium Hiern ex Oliv.
- Peucedanum fraxinifolium var. haemanthum Welw. ex Hiern
- Steganotaenia araliacea var. foliis-setoso-serratis A.Rich.
- Steganotaenia fraxinifolia[5][6]